# Nery Medina
Nery Olvin Medina Norales (né le 5 août 1981 à Santa Rosa de Aguán au Honduras) est un footballeur international hondurien, qui évoluait au poste de défenseur.

## Biographie

### Carrière en sélection
Avec l'équipe du Honduras, il joue 15 matchs (pour un but inscrit) entre 2003 et 2013. Il figure notamment dans le groupe des sélectionnés lors des Gold Cup de 2009 et de 2013, où il atteint à chaque fois les demi-finales.

## Palmarès
- Vainqueur du Tournoi de clôture du championnat du Honduras 2007 avec le Real España